# Енріке Малаккський
Енріке Малаккський (ісп. Enrique de Malaca; порт. Henrique de Malaca) — малайський учасник експедиції Магеллана, яка здійснила першу навколосвітню подорож у 1519—1522 роках. У 1511 році ймовірно, на ранніх етапах завоювання Малакки португальський дослідник Фернан Магеллан придбав його як раба, коли Енріке було 14 років. Хоча в заповіті Магеллана його називають «уродженцем Малакки», Антоніо Пігафетта стверджує, що він був уродженцем Суматри, Індонезія. Пізніше Магеллан перевіз його до Європи, де він супроводжував навколосвітню експедицію в 1519 році. На думку деяких істориків, цілком можливо, що він міг бути першою людиною, яка здійснила навколосвітню подорож, тобто обігнула земну кулю та повернулася до початкової точки, однак немає жодних письмових джерел, які це підтверджують.
Коли Магеллан з'явився перед іспанським королем, він говорив про Енріке як про «раба, якого він мав у Малакці, і оскільки він був з тих островів, португальці називали його Енріке де Малакка». Антоніо Пігафетта, учасник, який написав найповніший звіт про подорож Магеллана, назвав його Henrique (що в офіційних іспанських документах було перекладено як Enrique), а також назвав його рабом.

## Експедиція Магеллана
Енріке супроводжував Магеллана назад до Європи й далі, коли Магеллан шукав шлях на захід до Ост-Індії, і він служив перекладачем для іспанців. Американський історик Лоренс Бергрін цитує позов Магеллана до іспанського суду про те, що його раб Енріке був уродженцем Островів прянощів. Магеллан видав листи від свого знайомого португальця Франсіско Серрао, який розташував Острови прянощів так далеко на схід від Іспанії, що вони лежали в області, наданій Іспанії, а не Португалії. Це дало Іспанії можливість претендувати на Острови прянощів.
Жінес де Мафра прямо стверджує у своїй першій розповіді, що Енріке взяли в експедицію насамперед через його здатність розмовляти малайською мовою: «Він [Магеллан] сказав своїм людям, що вони тепер у землі, яку він бажав, і послав чоловік на ім'я Хередія, який був судновим клерком, на березі з тубільцем, якого вони взяли, як вони сказали, тому що він, як відомо, розмовляв малайською мовою, якою розмовляють на Малайському архіпелазі». Острів на Філіппінах, де говорив Енріке і був зрозумілий місцевим жителям, був Мазауа, який Мафра знаходить десь поблизу Мінданао.

## Після смерті Магеллана
Магеллан передбачив у своєму заповіті, що Енріке мав бути звільнений після його смерті. Але після битви інші капітани кораблів відмовилися від цього заповіту.
Генуезький пілот експедиції Магеллана помилково заявив у своїй розповіді очевидця, що в іспанців не було перекладача, коли вони повернулися на Себу, оскільки Енріке загинув на Мактані разом з Магелланом під час битви при Мактані в 1521 році. Однак 1 травня 1521 року Енріке був живий і був присутній на святі, яке раджа Хумабон влаштував для іспанців. Антоніо Пігафетта пише, що той, хто вижив, Жуан Серран, який благав екіпаж з берега врятувати його від племен себуано, сказав, що всі, хто пішов на бенкет, були вбиті, крім Енріке. У промові Джованні Баттіста Рамузіо стверджується, що Енріке попередив раджу Себу про те, що іспанці збираються захопити короля, і що це призвело до вбивства Серрана та інших учасників бенкету.

## Можливість першої навколосвітньої подорожі
Енріке супроводжував Магеллана в усіх його подорожах, у тому числі в кругосвітній подорожі між 1519 і 1521 роками. 1 травня він вирушив у Себу з передбачуваним наміром повернутися на свій рідний острів, і в жодному документі про Енріке більше нічого не сказано.
Якби йому вдалося повернутися додому до липня 1522 року, він був би першою людиною, яка здійснила навколосвітнє плавання та повернулася до місця відправлення. Згідно з документами Максиміліана Трансільванського та Антоніо Пігафетти, Елкано та його моряки першими здійснили кругосвітнє плавання. Задокументовано лише те, що Енріке подорожував з Магелланом з Малакки до Себу в два етапи — з Малакки до Португалії в 1511 році та з Іспанії до Себу в 1519—1521 роках. Таким чином, для завершення навколосвітнього плавання Енріке залишалось подолати відстань між Себу і Малаккою, що становить 2500 км (приблизно 20 градусів довготи). Невідомо, чи отримав він будь-коли шанс здавершити своє навколосвітнє плавання, але теоретично це було можливо, оскільки Себу був частиною регіональної торгової мережі, яка торгувала спеціями, золотом і рабами.

## Етнічність та ідентичність
У свойому заповіті Магеллан описує Енріке як мулата і уродженця Малакки (місто в сучасній Малайзії). З іншого боку, Пігафетта описав його як вихідця з Суматри в сучасній Індонезії, розташованої на протилежному боці Малаккської протоки. У будь-якому випадку, Енріке, як правило, вважається етнічним малайцем. Однак філіппінський історик Карлос Квіріно стверджував, що Енріке сам був філіппінцем з Вісаї, Себуано або уродженцем Себу на Філіппінах, на підставі помилкового припущення, що Енріке мав розмовляти з себуанцями їхньою мовою себуано, а не малайською мовою, як засвідчено першоджерелами (насправді малайська мова була lingua franca цього регіону і на Себу могли її розуміти).

## У масовій культурі

### Художні твори
У Малайзії персонаж, відомий як Пангліма Аванг, ім'я, дане автором історичних романів Гаруном Амінуррашідом у його ж романі під назвою Panglima Awang який був написаний у 1957 році та вперше опублікований у 1958 році Pustaka Melayu (під брендом: Buku Punggok), заснований на Енріке. За словами автора, він дав Енріке малайське ім'я Аванг, щоб відповідати його передбачуваній етнічній приналежності, тоді як титул Пангліма (Керівник) відноситься до мудрості, сили та активності Енріке.
В Індонезії назва книги «Pengeliling bumi pertama adalah orang Indonesia: Enrique Maluku» (Першим навколосвітнім судном був індонезієць: Енріке з Молуккських островів), написаний Хельмі Ях'я та Рейнхардом Тавасом, відредагований Імамом Хідаєю, випущений у 2014 році. Крім того, Ях'я продовжив писати роман про Енріке Малуку під назвою «Clavis Mundi» у 2022 році разом зі своїми колегами (Утама Прастха та Донна Віджаджанто, а також дослідження Рейнхарда Таваса).
У 2021 році видавництво Penguin Random House SEA опублікувало історичний роман «Енріке Чорний» сінгапурського автора Денні Джаліла. У книзі описується вигадана історія Енріке як малайського підлітка, якого Фердинанд Магеллан забрав у рабство та згодом відіграв ключову роль перекладача під час подорожі до Молуккських островів прянощів, де жителі розмовляють малайською мовою.

### Зображення в масовій культурі
- У філіппінському фільмі «Лапу-Лапу» 1955 року зіграв Оскара Облігасьона
- Зіграв Хуліо Діаса у філіппінському фільмі «Лапу-Лапу» 2002 року
- Зображення Кідлата Тахіміка у філіппінському короткометражному фільмі 2010 року «Спогади про надмірний розвиток 1980—2010»
- Зображення Кідлата Тахіміка у філіппінському художньому фільмі 2015 року Balikbayan #1: Спогади про надмірний розвиток Redux III
- У португальсько-малайзійському документальному фільмі «Генріх Малаккський: Малаєць і Магеллан» 2017 року зіграв Ар'яна Фархана
- Зіграв Джон Саманьєго в іспанському CG -анімаційному фільмі 2019 року «Елькано та Магеллан: Перша навколосвітня подорож»
- Зіграв Коліна Райана в іспанському міні-серіалі «Безмежний» 2022 року

## Виноски
1. ↑  The city of Malacca was inhabited by various ethnicities. The founder himself was a Malay refugee from Singapura who fled from the Kingdom of Palembang in Sumatra. See Crawfurd, 1856: p. 244